# Mount Tyrwhitt
Mount Tyrwhitt är ett berg i Kanada.   Det ligger på gränsen mellan British Columbia och Alberta, i den västra delen av landet, 2 900 km väster om huvudstaden Ottawa. Toppen på Mount Tyrwhitt är 2 874 meter över havet, eller 224 meter över den omgivande terrängen. Bredden vid basen är 3,7 km.
Terrängen runt Mount Tyrwhitt är varierad.Trakten runt Mount Tyrwhitt är nära nog obefolkad, med mindre än två invånare per kvadratkilometer.. Det finns inga samhällen i närheten. 
Trakten runt Mount Tyrwhitt består i huvudsak av gräsmarker.